# 大和 (十国呉)
大和（だいわ）は、五代十国時代の十国のひとつ呉において楊溥の治世で用いられた年号。929年11月 - 935年8月。

## 西暦・干支との対照表
| 大和 | 元年  | 2年   | 3年   | 4年   | 5年   | 6年   | 7年   |
| 西暦 | 929年 | 930年 | 931年 | 932年 | 933年 | 934年 | 935年 |
| 干支 | 己丑  | 庚寅  | 辛卯  | 壬辰  | 癸巳  | 甲午  | 乙未  |

| 前の元号 乾貞 | 中国の元号 呉（十国） | 次の元号 天祚 |